# 아리안 브라더후드

아리안 브라더후드(Aryan Brotherhood)는 미국의 교도소를 본거지로 하는 갱이다. 회원은 감옥 밖에 있는 사람을 포함하여 약 15,000명으로 추산되고 있다. FBI에 따르면 조직의 구성원은 미국의 교도소에 복역하고 있는 복역수의 비율로 보면 0.1% 미만이지만, 연방 교도소에서 발생한 살인의 30%에 관여하고 있는 것으로 알려져 있다.

## 같이 보기
- 나라별 파시즘 운동 목록